# Biskupiec Reszelski
Biskupiec Reszelski – stacja kolejowa w Biskupcu, w województwie warmińsko-mazurskim, w Polsce. Znajdują się tu dwa perony. Ruch prowadzony jest przez dwie nastawnie, które obsługują także dwa przejazdy kolejowo-drogowe. Stacja jest nieczynna w ruchu pasażerskim od roku 2010.